# Dušan Kecman
Dušan Kecman , En Serbio: Душан Кецман, (nacido el 06 de noviembre de 1977 en Belgrado, Serbia)  es un exjugadory entrenador de baloncesto serbio. Con 1.98 de estatura, su puesto natural en la cancha era el de alero.

## Trayectoria
- Atlas Belgrado (1996-2001)
- FMP Železnik (2001-2002)
- Partizan de Belgrado (2002-2004)
- Makedonikos BC (2004)
- Efes Pilsen (2005)
- BC Oostende (2005)
- BC Kiev (2005-2006)
- Partizan de Belgrado (2006-2008)
- Panathinaikos BC (2008-2009)
- Partizan de Belgrado (2009-2012)
- Chorale Roanne Basket (2012-2013)
- AS Mónaco Basket (2013-2015)

## Palmarés
- Lega Adriatica: 4

Partizan Belgrado: 2007, 2008, 2010 , 2011
- Liga de Serbia y Montenegro: 2004
- Liga de Serbia: 2

2007, 2008
- Copa de Serbia: 1

2008
- Euroliga

2009
- Copa de Grecia

2009
Liga de Grecia: 1
2009